# مینت کیو
مینت کیو (انگلیسی: Myint Kyu؛ زادهٔ ۲۰ اوت ۱۹۵۰) بازیکن فوتبال اهل میانمار بود.
وی به‌همراه تیم ملی فوتبال میانمار در بازی‌های المپیک تابستانی ۱۹۷۲ شرکت کرده‌است.